# The Dutch Mountains
The Dutch Mountains is een geplande houten wolkenkrabber in de spoorzone van de Nederlandse stad Eindhoven. De wolkenkrabber bestaat uit twee grotendeels houten torens, met kolommen van beton, een van 96 meter en de ander van 133 meter hoog. Daarmee maakt het complex aanspraak op de titel hoogste houten gebouw ter wereld. Het gebouw heeft volgens sommige de vorm van een skateramp of een banaan. Het gebouw was eerst gepland in de gemeente Veldhoven, maar wordt door een uitbreiding van ASML gebouwd in de stad Eindhoven. In de Lichtstad is een plek gevonden langs de Dommel tussen het station en campus van de Technische Universiteit Eindhoven.
In oktober 2023 was nog niet bekend of het project financieel haalbaar was. In maart 2024 is een symbolische verkoopovereenkomst gesloten ter realisatie van het project. In 2025 wordt de omgevingsplanprocedure opgestart. En voordat er gebouwd kan worden op de locatie moet een verdeelstation van Enexis worden verplaatst. Deze verplaatsing staat gepland voor 2027. De verwachte opleverdatum wordt daarmee geschat op 2030.